# Lepidochrysops arabicus
Lepidochrysops arabicus är en fjärilsart som beskrevs av Gabriel 1954. Lepidochrysops arabicus ingår i släktet Lepidochrysops och familjen juvelvingar. Inga underarter finns listade i Catalogue of Life.